# Cacia basialboantennalis
Cacia basialboantennalis är en skalbaggsart som beskrevs av Stefan von Breuning 1958. Cacia basialboantennalis ingår i släktet Cacia och familjen långhorningar. Inga underarter finns listade.